# Gerardo Ruiz Mateos
Gerardo Ruiz Mateos (Ciudad de México, 22 de enero de 1965) es un ingeniero y político mexicano, miembro del Partido Acción Nacional. Fue secretario de Economía en el gabinete de Felipe Calderón Hinojosa hasta el 14 de julio de 2010 para ser por segunda ocasión Jefe de la Oficina de la Presidencia de la República.

## Trayectoria
Es ingeniero industrial y de sistemas graduado del Instituto Tecnológico y de Estudios Superiores de Monterrey, con estudios en economía y finanzas, obtuvo un diplomado en Formación Social impartido por la Unión Social de Empresarios de México, así como con un Curso en Alta Dirección por el IPADE. 
Fue empresario de la industria automotriz, en 1989 se desempeñó como director general de la compañía Automotive Moulding de México hoy Linde Pullman México, presidente de la Fundación Mexicana para el Desarrollo Rural en el Estado de México en 1995. Perteneció al consejo de la Unión Social de Empresarios de 1996 a 2000, donde fue presidente. 
Miembro del PAN desde 1995, miembro del comité ejecutivo nacional del mismo de 2002 a 2005. Coordinador de Finanzas de la campaña de Felipe Calderon, posteriormente coordinador técnico de transición, fue nombrado Coordinador de Gabinetes y Proyectos Especiales de presidencia el 1 de diciembre de 2006, cargo que ocupó hasta el 21 de enero de 2008 cuando fue nombrado jefe de la oficina de la Presidencia de la República en sustitución de Juan Camilo Mouriño, permaneció en el cargo hasta el 6 de agosto del mismo año en que fue designado titular de la secretaría de Economía.
El 18 de febrero de 2008 en París, Francia, realizó unas controvertidas declaraciones en las que consideraba que de no darse la actual guerra contra el narcotráfico, el sucesor de Felipe Calderón Hinojosa en la presidencia sería un narcotraficante:

Es un problema serio, tan serio que le tuvimos que entrar; lo más fácil era dejarlo, como dice mucha gente, dejarlo en el estatus en el que estaba, y sí te puedo asegurar que el siguiente presidente de la República sería un narcotraficante.

Dichas declaraciones provocaron un escándalo político y un rechazo casi unánime de los principales actores políticos del país, incluyendo miembros del Partido Acción Nacional, en el gobierno; así como de la oposición.
Permaneció en el cargo hasta el 14 de julio de 2010 en que el entonces presidente Felipe Calderón Hinojosa lo designó por segunda ocasión Jefe de la Oficina de la Presidencia.